# Jaan Teemant
Jaan Teemant (Illuste aan de Golf van Riga, 24 september 1872–Tallinn?, 1941?) was een Estische staatsman. Hij was tweemaal riigivanem of staatsoudste (een functie die vergelijkbaar was met president, 1925-1927 en 1932). Ook was hij vele jaren parlementslid.

## Levensloop
Teemant kreeg een opleiding aan het Hugo Treffner Gymnasium in Tartu en studeerde daarna rechten aan de Universiteit van Sint-Petersburg. Na zijn afstuderen in 1901 begon hij een advocatenpraktijk in Tallinn.
Teemant raakte daar al snel geïnteresseerd in de politiek. In 1904-05 was hij lid van de gemeenteraad. Hij nam actief deel aan de revolutie van 1905 en vluchtte naar Zwitserland toen die mislukt was. Een tsaristische rechtbank veroordeelde hem bij verstek ter dood. In 1908 kon hij terugkeren naar Estland, maar hij werd meteen gevangengezet. In 1909 werd hij tot anderhalf jaar gevangenis veroordeeld. Hij zat zijn straf uit in Sint-Petersburg. In de jaren 1911-1913 leefde hij in ballingschap in de provincie Archangelsk. In 1913 nam hij zijn beroep als advocaat in Tallinn weer op.
In de jaren 1917-1919 was Teemant lid van de Provisorische Landdag van het Gouvernement Estland (Eesti Maanõukogu of Maapäev) en in de jaren 1919-1920 lid van de Constituerende Assemblee, de voorloper van de Riigikogu, het parlement van het net onafhankelijk geworden Estland.
Daarna was hij vele jaren lid van de Riigikogu als afgevaardigde van de Boerenunie met als leider de latere president Konstantin Päts. Daarnaast was hij in de jaren 1919-1925 deken van de Estische Orde van Advocaten. Hij was tweemaal riigivanem of staatsoudste, een functie die vergelijkbaar was met die van president (dat ambt werd pas in 1938 ingesteld): tussen 15 december 1925 en 9 december 1927 en tussen 19 februari 1932 en 19 juli 1932. Na de staatsgreep van Kontantin Päts in maart 1934 distantieerde Teemant zich van hem. In november 1936 deed hij samen met drie andere vroegere regeringsleiders (Ants Piip, Juhan Kukk en Jaan Tõnisson) in de Finse krant Helsingin Sanomat een oproep aan Päts om de democratie te herstellen. Tot in 1940 bleef hij naast zijn politieke activiteiten als advocaat werkzaam.
Een van de gevolgen van het Molotov-Ribbentroppact van 1939 was dat alle Baltische Duitsers in Estland en Letland (die vaak al generaties lang in die landen woonden) moesten worden ‘gerepatrieerd’ naar nazi-Duitsland. Het beheer van hun vermogen tijdens deze ‘Umsiedlung’, die plaatsvond op het eind van 1939 en in het begin van 1940, was in handen van een vertrouwenscommissie, waarvan Teemant deel uitmaakte.
Nadat Estland in juni 1940 door de Sovjet-Unie was bezet, werden veel functionarissen gearresteerd. Ook Jaan Teemant werd op 23 juli 1940 door de NKVD meegenomen. Wat er daarna met hem gebeurd is, is onbekend. Men vermoedt dat hij óf in de zomer van 1941 in Tallinn is geëxecuteerd óf als dwangarbeider in de Goelag is bezweken.

## Erkenning
In 1930 kreeg Teemant de Orde van het Adelaarskruis, in 1932 werd hij eredoctor aan de universiteit van Tartu.
In september 2012 gaf Estland een postzegel uit met het portret van Teemant.